# Зелёная волна
Зелёная волна — автоматическая система светофорного регулирования, обеспечивающая безопасное движение транспортных средств на городских магистралях. 
Внедрение координированного регулирования по системе «зелёная волна» создаёт ряд преимуществ по сравнению с индивидуальным регулированием на каждом перекрёстке: повышается скорость движения по магистрали, сокращаются остановки транспорта у перекрёстков, уменьшается число дорожно-транспортных происшествий и т. п.

## Принцип действия
«Зелёная волна» рассчитывается на определённую среднюю скорость; между рядом светофоров устанавливается связь, обеспечивающая включение зелёных сигналов к моментам подхода компактных групп транспортных средств. 
На всех перекрёстках магистрали, скоординированных по принципу «зелёная волна», задаётся один и тот же цикл, как правило, в пределах 45—80 сек. Зелёный свет по направлению координируемой магистрали на разных перекрёстках включается не одновременно, а с заранее определённым сдвигом. Это позволяет применять зелёную волну при любых расстояниях между перекрёстками. 
Для повышения надёжности работы зелёная волна, помимо светофоров, использует специальные указатели расчётной и необходимой в данный момент скорости движения транспортных средств. 